# Lin Yi
Lin Yi (chino simplificado= 林一, chino tradicional= 林一, pinyin= Lín Yī), es un actor chino.

## Biografía
Estudia en "Beijing Sports University" donde se especializa en baile de salón.

## Carrera
Es miembro de la agencia "Tangren Media Co., Ltd.".   
El 10 de abril del 2019 se unió al elenco principal de la serie Put Your Head on My Shoulder (致我们暖暖的小时光) donde interpretará a Gu Weiyi, un estudiante de física que aparece en la vida de Situ Mo (Xing Fei) de quien se enamora, hasta el final de la serie el 16 de mayo del mismo año.
En el 2020 se unió al elenco principal de la serie Ling Long (玲珑) donde dará vida a Yuan Yi.
Ese mismo año se unió al elenco principal de la serie Love Scenery (良辰美景好时光).

## Filmografía

### Series de televisión
| Año  | Título                             | Personaje     | Notas        |
| ---- | ---------------------------------- | ------------- | ------------ |
| 2025 | Ski Into Love                      | Shan Chong    |              |
| 2024 | Smile Code                         | Liang Dai Wen | 34 episodios |
| 2024 | The Tale of Rose                   | He Xi         | 38 episodios |
| 2024 | Angels Fall Sometimes              | Lin Tuo       | 24 episodios |
| 2024 | Everyone Loves Me                  | Gu Xun        | 24 episodios |
| 2023 | Derailment                         | Qi Lian       | 30 episodios |
| 2022 | Memory of Encaustic Tile           | Zheng Sunian  | 34 episodios |
| 2021 | Love Scenery (良辰美景好时光)      | Lu Jing       | 31 episodios |
| 2021 | Ling Long (玲珑, The Blessed Girl) | Yuan Yi       |              |
| 2019 | Put Your Head on My Shoulder       | Gu Weiyi      | 24 episodios |

### Películas
| Año  | Título               | Personaje | Notas                             |
| ---- | -------------------- | --------- | --------------------------------- |
| 2020 | Hope Island (希望岛) | -         | junto a Andy García y Duan Yihong |

### Programas de variedades

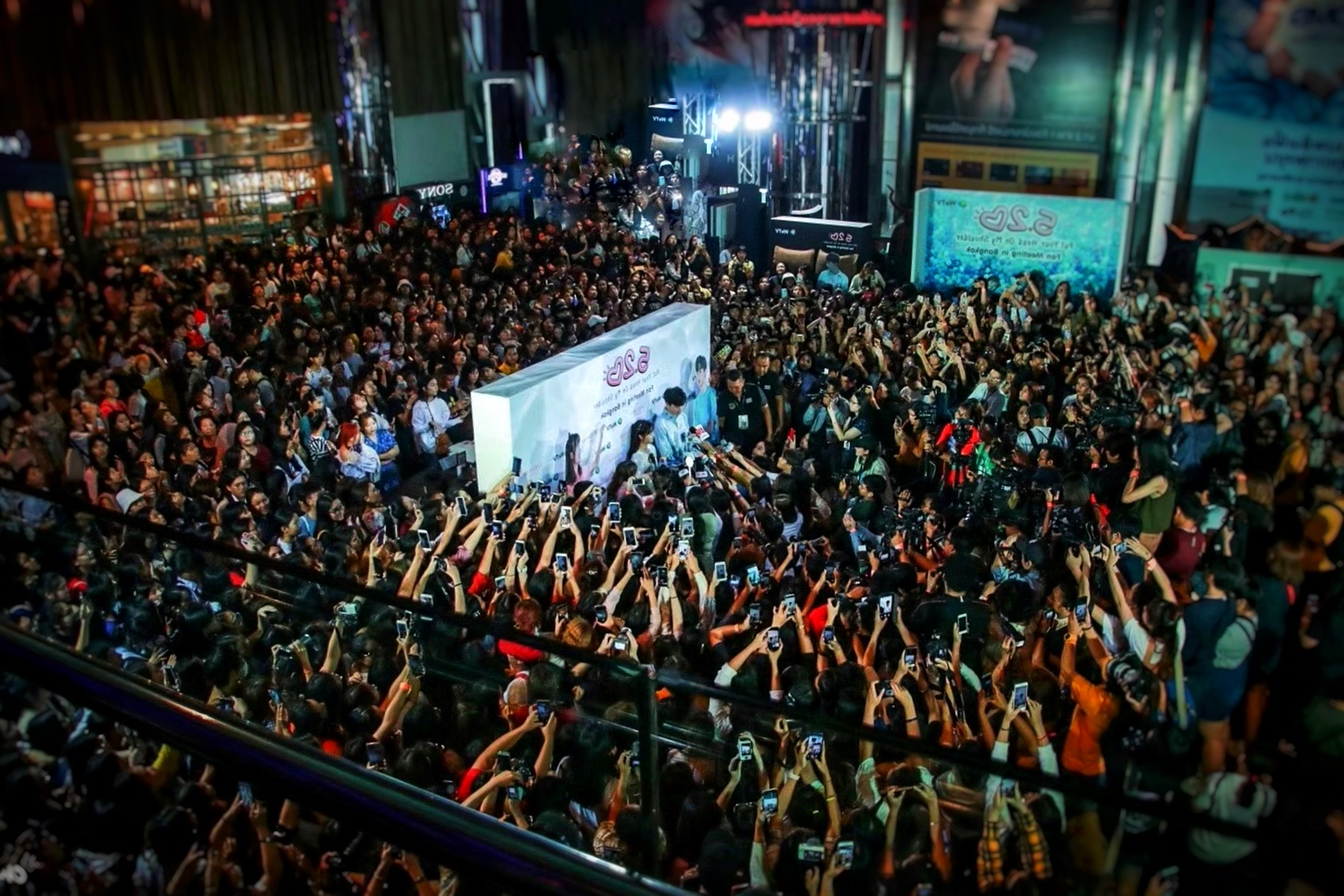
Lin Yi junto a Xing Fei durante la reunión con los fanes de la serie "Put Your Head on My Shoulder" en Tailandia en el 2019.

| Año              | Programa                            | Notas                  |
| ---------------- | ----------------------------------- | ---------------------- |
| 2021 - presente  | Keep Running                        | miembro                |
| 2019, 2020, 2021 | Happy Camp (快乐大本营)             | 4 episodios - invitado |
| 2019             | 神奇的汉字                          | 4 episodios            |
| 2017             | Crazy Wardrobe Season 1 (疯狂衣橱)  | 5 episodios - miembro  |
| 2017             | Handsome Youth Society (美少年学社) | miembro                |

### Eventos
| Año  | Título                                                  | Lugar              | Notas            |
| ---- | ------------------------------------------------------- | ------------------ | ---------------- |
| 2020 | Like China Gala                                         | Beijing            |                  |
| 2019 | The 4th Golden Bud Network Film and Television Festival |                    |                  |
| 2019 | 2019 Tencent Video Star Awards                          |                    |                  |
| 2019 | Put Your Head on My Shoulder Grand Fan Meeting          | Bangkok, Tailandia | junto a Xing Fei |

### Revistas / sesiones fotográficas
| Año  | Título                                   | Notas                 |
| ---- | ---------------------------------------- | --------------------- |
| 2020 | Dior Men’s Spring Summer 2020 Collection |                       |
| 2020 | Esquire China                            |                       |
| 2019 | Dior                                     |                       |
| 2019 | CHIC Magazine                            |                       |
| 2019 | Sudsapda Thai Magazine                   |                       |
| 2019 | Indeed Korean Magazine                   | (publicación #3)      |
| 2019 | ELLE Magazine                            |                       |
| 2019 | Harper's Bazaar Hong Kong                | (publicación de mayo) |

## Premios y nominaciones
| Año  | Categoría                       | Premio                       | Trabajo                      | Resultado |
| ---- | ------------------------------- | ---------------------------- | ---------------------------- | --------- |
| 2019 | Trending Youth Star of the Year | Tencent Video All Star Award | -                            | Ganó      |
| 2019 | Best Actor (Modern Drama)       | 26th Huading Award           | Put Your Head on My Shoulder | Nominado  |